# Microtragus gazellae
Microtragus gazellae är en skalbaggsart som beskrevs av Kriesche 1923. Microtragus gazellae ingår i släktet Microtragus och familjen långhorningar. Inga underarter finns listade i Catalogue of Life.